# مستشفى الخدمة العامة
مستشفى الخدمة العامة
انشأ المستشفى في مايو 2005م على قطعة ارض مساحتها 400م2, ويتكون من سبع طوابق بالإضافة إلى الطابق الأرضي, بسعة اجمالية 50سرير, يقع المستشفى في مدينة غزة شارع عمر المختار,وهو مستشفى يتبع جمعية الخدمة العامة, يعمل به أكثر من 126 موظف من إداري وفني ويقدم خدماته لسكان مدينة غزة ويستقل أكثر من 6000 حالة شهرياً منهم 25%-30% من الاسر الفقيرة غير القادرة على دفع الرسوم والذين يتلقون العلاج مجاناً, يتكون المستشفى م نعدة اقسام منها(الأطفال- الأسنان- العظام- الانف والاذن والحنجرة- الالتراساوند- القلب الاستشارية- الجراحة العامة وجراحة المناظير- النساء والولادة- المسالك البولية- الجلدية- التجميل والحروق- الباطنة- المختبر- الاشعة- الصيدلية- الطوارئ والإسعاف, كما تطور المستشفى وافتتح تخصصات اخري بمباني مستقلة مثل مستشفى القلب التخصصي ومستشفى العيون التخصص